# Maroondah Reservoir
Maroondah Reservoir är en reservoar i Australien. Den ligger i delstaten Victoria, omkring 57 kilometer öster om delstatshuvudstaden Melbourne. 
I omgivningarna runt Maroondah Reservoir växer i huvudsak städsegrön lövskog. Runt Maroondah Reservoir är det glesbefolkat, med 15 invånare per kvadratkilometer. Genomsnittlig årsnederbörd är 1 391 millimeter. Den regnigaste månaden är juni, med i genomsnitt 161 mm nederbörd, och den torraste är januari, med 57 mm nederbörd.